# Woodridge (West-Australië)
Woodridge is een plaats in de regio Wheatbelt in West-Australië.

## Geschiedenis
Ten tijde van de Europese kolonisatie leefden de Juat Nyungah in de streek.

## Beschrijving
Woodridge maakt deel uit van het lokale bestuursgebied (LGA) Shire of Gingin. Woodridge heeft een gemeenschapszaal, een manege en enkele sportfaciliteiten.
In 20 telde Woodridge 639 inwoners, tegenover 565 in 2006.

## Transport
Woodridge ligt langs de Indian Ocean Drive, 75 kilometer ten noordnoordwesten van de West-Australische hoofdstad Perth, 14 kilometer ten oosten van het kustplaatsje Guilderton en 28 kilometer ten westen van Gingin, de hoofdplaats van het lokale bestuursgebied waarvan het deel uitmaakt.

## Klimaat
De streek kent een gematigd mediterraan klimaat met hete droge zomers, koele vochtige winters en een gemiddelde jaarlijkse neerslag rond 750 mm.

## Externe links

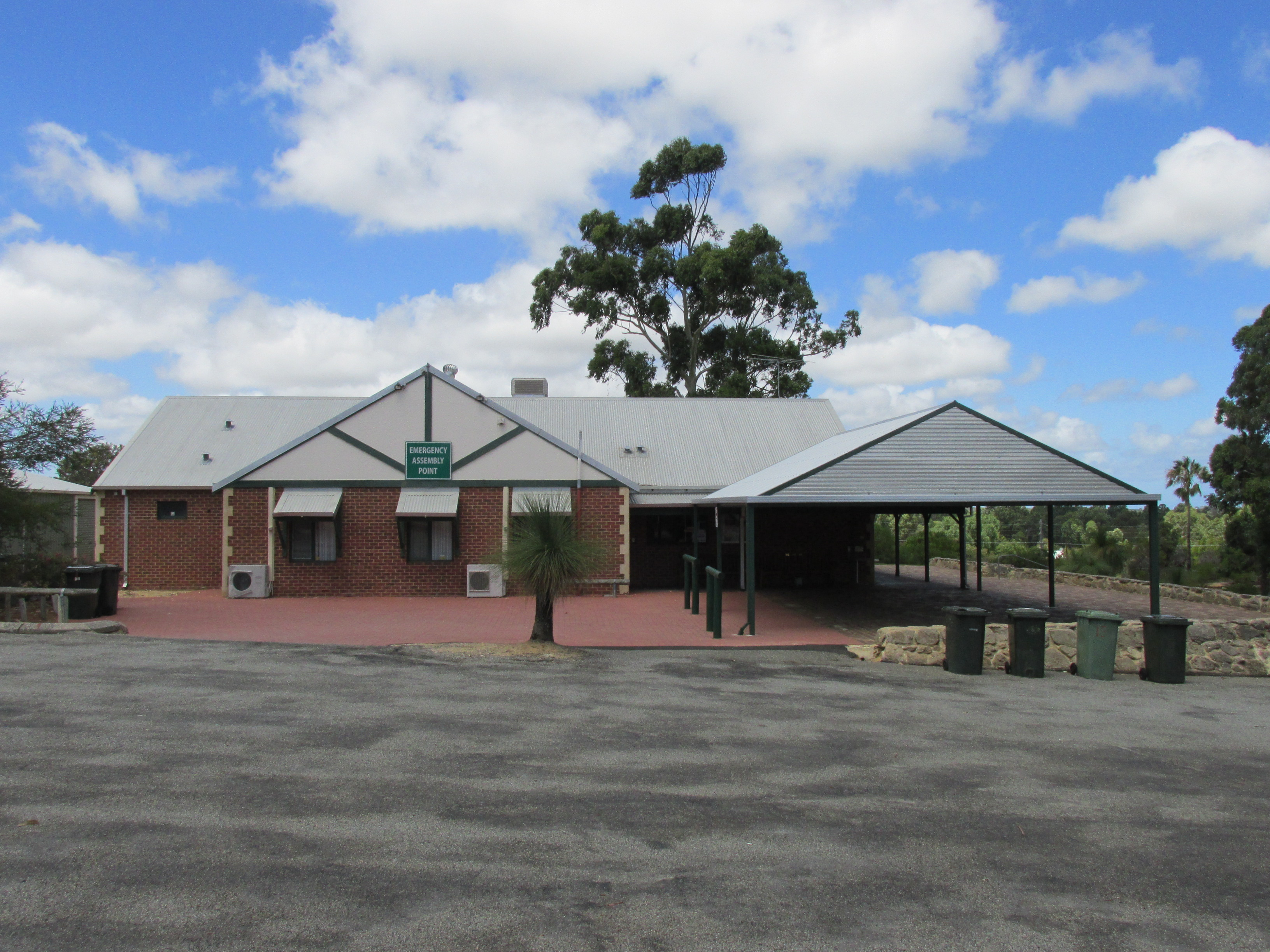
Gemeenschapszaal Woodridge